# 1942 في الجزائر
الأحداث من عام 1942 في الجزائر.

## الأحداث
- – تأسيس رائد شباب القبة هو فريق كرة قدم جزائري

- 28 مارس – تلحين مِنْ جِبَالِنَا طَلَعَ صَوْتُ الأَحْرَارْ هي أنشودة وطنية

## المواليد
- 27 يناير – محفوظ بن محمد نحناح
- 12 مايو – عبد الرحمن مزياني
- 5 يوليو - أحمد أزقاغ شاعر وروائي وصحفي جزائري
- 1 أكتوبر – بوعلام عميروش

## الوفيات
- 19 أغسطس– بيرت سلطانة بينيشو أبولكير – شاعرة وكاتبة مسرحية فرنسية جزائرية كانت تكتب باللغة الفرنسية. تعد مسرحيتها «الكاهنة، أميرة بربرية» (1933) أول عمل فني تنشره امرأة يهودية في الجزائر. (مواليد 16 مايو 1888)